# گوآنیدین نیترات
گوآنیدین نیترات (به انگلیسی: Guanidine nitrate) با فرمول شیمیایی CH۶N۴O۳ یک ترکیب شیمیایی با شناسه پاب‌کم ۱۰۴۸۱ است. شکل ظاهری این ترکیب، جامد سفید است.